# Expo 86
De 1986 World Exposition on Transportation and Communication, of kortweg Expo 86, was een Wereldtentoonstelling gehouden in Vancouver, British Columbia, Canada van vrijdag 2 mei tot maandag 13 oktober 1986. De beurs, met als thema "Transport en Communicatie: Wereld in beweging - Wereld in contact", viel samen met het eeuwfeest van Vancouver en werd gehouden op de noordelijke oever van False Creek. Het was de tweede keer dat in Canada een wereldtentoonstelling plaatsvond. De eerste, zijnde Expo 67 werd gehouden in Montréal (tijdens het Canadese eeuwfeest). Het was ook de derde wereldtentoonstelling welke werd gehouden in de Pacific Northwest.

## Logo

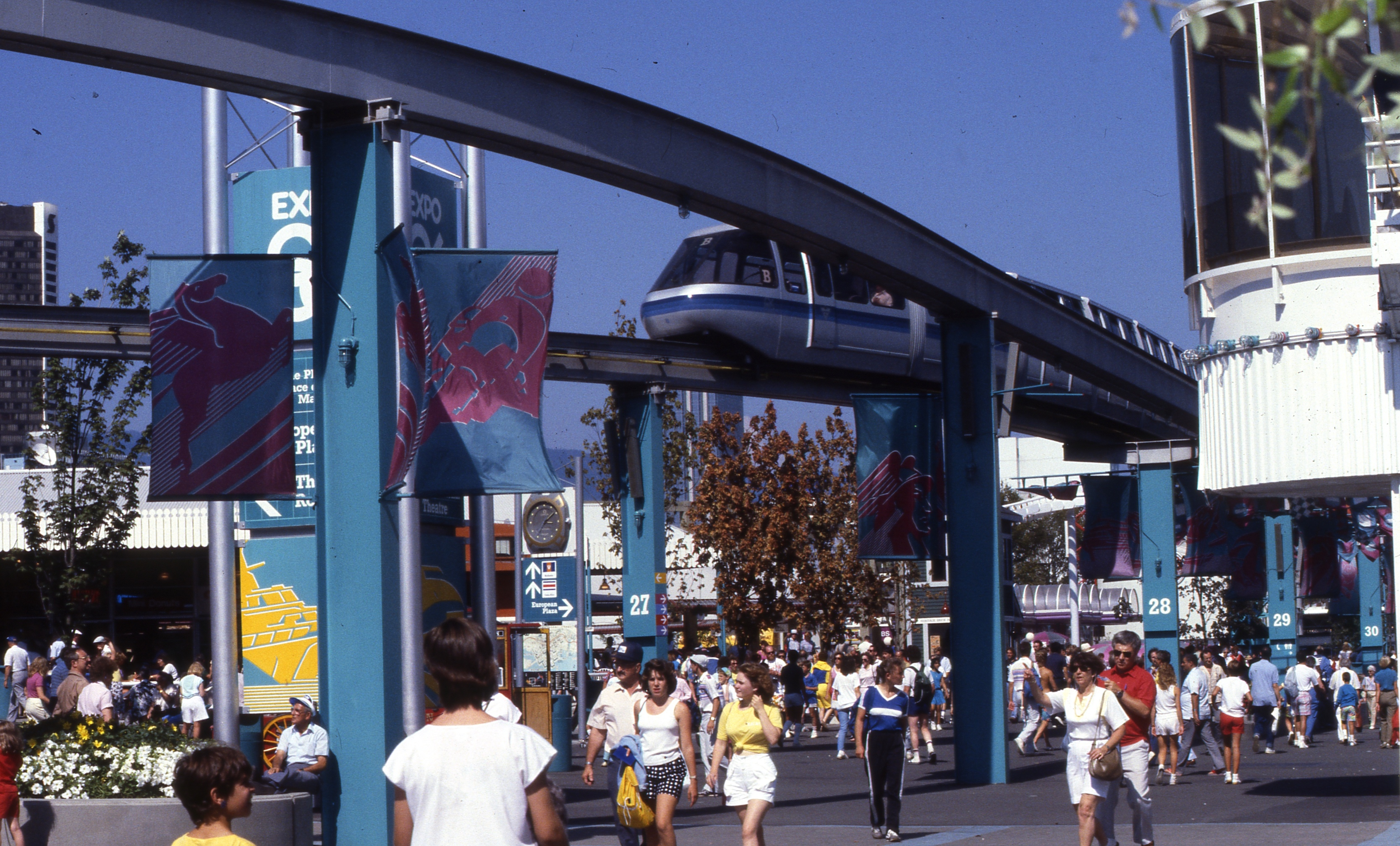
De monorail op Expo 86. Nadat de locatie gesloten was, werd het systeem verscheept naar Engeland waar het in 1987 werd geplaatst in Alton Towers themapark.

De drie in elkaar grijpende ringen om de 86 te maken in het logo stonden voor de drie belangrijkste wijzen van vervoer: land, lucht en water.

## Achtergrond
Tot in de late jaren 1970 was het 173 acres (0,7 km2) grote gebied op False Creek, waar de Expo werd gehouden, een voormalige Canadian Pacific Railway spoorterrein en een industriële woestenij. In 1978 stelde Sam Bawlf (toen BC minister van Recreatie en Conservatie) voor een expositie te organiseren om het honderdjarig bestaan van Vancouver (1986) te vieren. Het voorstel werd ingediend in juni 1979, voor een beurs te noemen "Transpo 86". In 1980 nam de regering van British Columbia de Transpo 86-wet aan, die de weg vrijmaakte voor de beurs. Het transportthema weerspiegelde de rol van de stad in het verbinden van Canada per spoor, zijn status als een belangrijk haven- en transportknooppunt, en de rol van transport in de communicatie.
Het oorspronkelijke idee was om "... een bescheiden 80 miljoen dollar kostende transportexpositie die het 100-jarig bestaan van Vancouver zou markeren". Al snel groeide het idee uit tot een volledige tentoonstelling dankzij de hulp van het hoofd van de Vancouver Exposition op dat moment, Patrick Reid. Het thema van Transport en Communicatie heeft geleid tot een verzameling van vele verschillende tentoonstellingen van transportnetwerken. Dit omvatte een monorail die gleed over de menigte en de gebruikers naar elke zone bracht. Andere vormen van grondtransport omvatte een Skytrain, hogesnelheidsoppervlaktevervoer uit Japan, en een Franse "people mover" (eigenlijk een kleine wagon). Het transport via de lucht was de Gondola, een goederenwagon welke hoog in de lucht zweefde. De watertaxi's bewogen langs vier verschillende aanlegplaatsen op het terrein.
De beurs werd in november 1980 toegekend aan Vancouver door het Bureau of International Expositions. Echter, zodra het duidelijk werd dat het evenement een wereldtentoonstelling zou worden, werd de naam officieel veranderd in "Expo 86" door ambassadeur Patrick Reid in oktober 1981. Tegen het einde van 1981 werd de Expo 86 Corporation opgericht als een non-profit agentschap dat verantwoordelijk is voor de planning en uitvoering van de tentoonstelling. Lokale handelstycoon Jim Pattison werd aangesteld als operationeel directeur, en zou uiteindelijk ook de algemeen directeur van de organisatie worden. De hoofdarchitect die voor dit project werd geselecteerd was Bruno Freschi, de creatief directeur was Ron Woodall, en Bob Smith was verantwoordelijk voor de uitvoering en het ontwerp.
De bouw startte in oktober 1983, toen Elizabeth II, koningin van Canada, een betonmixer startte op de toekomstige locatie van het Canada Paviljoen, en de "uitnodiging aan de wereld " aanbood. Echter, het werk werd verstoord door arbeidsconflicten die vijf maanden aanhielden. Toch opende Expo Centre opende op 2 mei 1985, als een voorbeeld voor de tentoonstelling.
De beurs was oorspronkelijk begroot voor een bescheiden 78 miljoen Canadese dollar. Echter, de definitieve uitgaven voor het uitgebreide evenement kwamen in totaal op 802 miljoen en een tekort van 311 miljoen Canadese dollar.

## De tentoonstelling
Expo 86 werd geopend door Charles, prins van Wales, Diana, prinses van Wales en premier Brian Mulroney op 2 mei 1986. Het omvatte paviljoens uit 54 landen en van talloze bedrijven. Expo-deelnemers kregen de kans om hun eigen paviljoen te ontwerpen of te kiezen voor de minder dure Expo-module. Elke module was ongeveer twee en een half verdiepingen hoog en had de oppervlakte gelijk aan een derde van een blok. Het ontwerp was zodanig dat verschillende aantallen van de vierkante modules konden worden samengebracht in een verscheidenheid van vormen. Het dakontwerp bood de mogelijkheid tot een tentoonstellingsruimte ononderbroken door pilaren.
Deze wereldtentoonstelling wordt gecategoriseerd als een "klasse II", of "gespecialiseerde tentoonstelling", vanwege zijn specifieke aandacht voor vervoer en communicatie.